# Almiqui
De almiqui of Cubaanse solenodon (Atopogale cubana) is een zoogdier, behorende tot de familie der solenodons (Solenodontidae).

## Kenmerken
De almiqui heeft net als andere solenodons een lange, beweeglijke snuit, maar die is niet zo beweeglijk als die van de agouta. De almiqui heeft een langere, zachtere vacht dan de agouta. De vachtkleur is donkergrijs. De kop en de buik zijn geel van kleur. Waarschijnlijk heeft de almiqui net als de agouta goed ontwikkelde gifklieren. De almiqui heeft een kop-romplengte van 28 tot 40 centimeter en een lichaamsgewicht van 700 tot 1000 gram. De staart is 17,5 tot 25,5 centimeter lang.

## Leefwijze
Het is een grondbewonend nachtdier, dat op de grond jaagt op insecten en andere ongewervelden. Ook kleine gewervelde dieren, voornamelijk hagedissen, kunnen ten prooi vallen. Soms eet hij ook afgevallen vruchten. Met hun lange, beweeglijke snuit zoeken ze in lossere bodem en tussen afgevallen bladeren naar hun prooi. De almiqui komt enkel in dicht vochtig bergwoud voor.

## Voortplanting
De almiqui krijgt meestal één, maar tot drie jongen per worp. Ze kunnen tot 6,5 jaar oud worden in gevangenschap.

## Bedreiging
De almiqui is waarschijnlijk de zeldzaamste van de twee soorten. In de jaren negentig werd hij zelfs als uitgestorven beschouwd, totdat kleine populaties van de soort werden ontdekt in Oost-Cuba. De belangrijkste bedreiging voor het voortbestaan van de almiqui zijn uitheemse roofdieren als verwilderde katten en mangoesten.

## Verspreiding
De almiqui komt enkel op Cuba voor. Een tijd lang werd de almiqui als uitgestorven beschouwd, totdat weer enkele exemplaren werden gevonden in Oost-Cuba. De enige andere nog levende Solenodon-soort is de agouta (Solenodon paradoxus) van Hispaniola.
Almiqui (Atopogale cubana) · Agouta (Solenodon paradoxus)